# Aeroportul Internațional Eldoret
Aeroportul Internațional Eldoret (IATA: EDL, ICAO: HKEL) este un aeroport din Eldoret, Uasin Gishu County⁠(d), Kenya ce deservește zona Eldoret. Aeroportul a fost tranzitat în 2013 de 111.250 de pasageri. A fost deschis în 1995 și numit după zona deservită.
Situat la o altitudine de 2.150 m, aeroportul dispune de 1 pistă. Este operat de Kenya Airports Authority⁠(d).

## Infrastructură

### Piste
Aeroportul dispune de o singură pistă. Pista are orientarea 08/26.